# Патриотът
„Патриотът“ (на английски: The Patriot) е американски филм, който излиза през 2000 г. Сценарист на филма е Робърт Родат, а режисьор – Роланд Емерих. Действието във филма се развива в Южна Каролина по време на Войната за независимост в Америка.

## Сюжет
Внимание:  Текстът по-долу разкрива сюжета на произведението (или части от него)!
В края на 18 век Бенджамин Мартин е вдовец и се грижи за седемте си деца. Най-големият му син – Гейбриъл (Хийт Леджър) иска да се включи във войната за независимостта на американските щати срещу британските войски. Той се присъединява към американските доброволци против волята на баща си, а след това неочаквано се завръща докато пренася съобщения между командирите на американските войски.
Група английски войници открива Гейбриъл в дома на Бенджамин Мартин и опитват да го заловят. Докато се опитва да освободи своя брат е убит вторият син на Бенджамин, а Гейбриъл е задържан като затворник. След това Бенджамин Мартин решава да се върне към своето минало на войник и освобождава сина си от британците, като избива групата войници, която го ескортира.
Впоследствие Бенджамин и синът му Гейбриъл се присъединяват към американските войски и събират група доброволци, с които да помогнат в борбата срещу британците. В решаващата битка доброволците на Бенджамин, заедно с други американски войници, побеждават част от британската армия, а Бенджамин отмъщава за смъртта на синовете си (междувременно Гейбриъл също е убит) като убива офицера, виновен за смъртта им.

## Актьори
- Мел Гибсън – Бенджамин Мартин
- Хийт Леджър – Гейбриъл Мартин
- Джоли Ричардсън – Шарлот Селтън
- Джейсън Айзъкс – Уилям Тавингтън
- Крис Купър – Хари Буруел
- Чеки Карио
- Рене Обержоноа
- Лиса Бренър
- Том Уилкинсън
- Адам Болдуин
- Донал Лоуг
- Грегъри Смит
- Тревър Морган
- Скай Маккоул Бартусяк – Сюзън Мартин
- Лоуган Лърман – Уилям Мартин

## Телевизионен дублаж
| Преводач             | Деляна Стоянова                                                        |
| Озвучаващи артисти   | Лидия Вълкова Силвия Русинова Ивайло Велчев Георги Стоянов Васил Бинев |
| Режисьор на дублажа  | Яна Янева                                                              |
| Техническа обработка | Арс Диджитал Студио                                                    |
| Тонрежисьор          | Михаил Михайлов                                                        |